# Aliment (grup de música)
Aliment és un grup de música post hardcore de Girona.

## Trajectòria
Els primers discos del trio inclouen la seva maqueta autoeditada el 2011, un compartit amb Furguson per a La Castanya el mateix any, i un EP de tres cançons titulat Costa Brava (Discos Humeantes, 2012). El 2012 gravaren el seu primer LP, Holy Slap, el qual va rebre crítiques positives. El seu primer disc va ser enregistrat als estudis Ultramarinos Costa Brava de Sant Feliu de Guíxols, aconseguint un so que recorda bandes com Adolescents, Circle Jerks o fins i tot The Sonics. El 2015 publicaren el seu segon disc, Silverback, i el 2018 el tercer LP, Brother.

## Membres
- Pol Huedo
- Eduard Bujalance
- Ignasi Reixach